# Chocolate Starfish and the Hot Dog Flavored Water
Chocolate Starfish and the Hot Dog Flavored Water — третій студійний альбом американського ню-метал гурту Limp Bizkit, випущений 17 жовтня 2000 року на лейблах Flip and Interscope Records.

## Назва
Назва альбому перекладається як «Шоколадна морська зірка та газована вода зі смаком хот-догу». Перша частина назви, «Chocolate Starfish», є відсиланням на зовнішній вигляд людського ануса. Це пов'язано з тим, що Фред Дерст досить часто чув на свою адресу слово «asshole» (укр. мудак, придурок). Друга частина назви, Hot Dog Flavored Water, є жартівливою; під час гастролей група пересувалась на своєму тур-автобусі, вони зупинялися біля придорожніх супермаркетів, щоб поповнити запаси снеків і часто на прилавках натикалися на воду Crystal Geyser з різними смаками, і Вес Борланд якось пожартував: «Гей, чому вони ще не мають води зі смаком м'яса чи хот-догу?».
Сам Дерст посилається на назву альбому у трьох піснях. Пісня «Livin' It Up», де він заявляє, що «Шоколадна морська зірка - мій приятель, Фред Дерст». Пісня «Hot Dog», де він говорить своїм недоброзичливцям: «Kiss my starfish, my chocolate starfish» (укр. Поцілуй мою дупу, мою брудну дупу) і пісня «Rollin' (Air Raid Vehicle)», де він згадує «Chocolate Starfish» в початку.

## Музика та лірика
У пісні «Hot Dog» 47 разів зустрічається слово «fuck»; Дерст у тексті вказує на те, що «якщо я скажу «fuck» ще 2 рази, це буде 46 факів у цьому облажаному вірші». Приспів посилається на пісні Nine Inch Nails «Closer», «The Perfect Drug» і «Burn». Дерст сказав, що він був великим шанувальником Nine Inch Nails, які надихнули його музику, хоча фронтмен Nine Inch Nails Трент Резнор у той період негативно відгукувався про Дерста. Рецензенти часто сприймали слова Дерста в «Hot Dog» як образу на адресу Резнора. Ліричні посилання на музику Резнора призвели до того, що він отримав титул співавтора, який, як сказав Резнор, він схвалив. «Livin' It Up» — семпли «Life in the Fast Lane» американського рок-гурту Eagles. Текст пісні «My Generation» згадує «My Generation» групи The Who і «Welcome to the Jungle» групи Guns N' Roses.

## Випуск
Щоб привернути увагу до випуску альбому, менеджмент гурту The Firm влаштував масштабну вечірку в Playboy Mansion у Південній Каліфорнії в ніч виходу альбому. Гурт показав повногодинний спеціальний випуск на MTV за участю багатьох знаменитостей; такі як Чіно Морено з Deftones, Девід Сільверія з Korn, Марк МакГрат з Sugar Ray, Брендон Бойд з Incubus, Ja Rule тощо. Дерст спочатку звернувся до продюсерів MTV зі своєю пропозицією щодо спеціальної програми, у якій вони пізніше дозволили йому бути співведучим на його власне прохання.

## Комерційний успіх
Chocolate Starfish and the Hot Dog Flavored Water дебютував під номером один у Billboard 200, продавши 1 054 511 примірників за перший тиждень після випуску, причому 400 000 із цих примірників було продано в перший день виходу альбому — найбільший дебютний продаж за перший тиждень для рок-альбому в Сполучених Штатах з тих пір, як Nielsen SoundScan почав відстежувати продажі альбомів у 1991 році. Це також був п’ятий найвищий тижневий продаж дебютних альбомів 2000 року, після альбому Емінема The Marshall Mathers LP, No Strings Attached ’N Sync, Black & Blue Backstreet Boys та Oops!... I Did It Again Брітні Спірс. За другий тиждень після виходу альбом розійшовся тиражем 392 000 копій і залишився на першому місці в Billboard 200. Альбом також посів перше місце в Canadian Albums Chart, продавши 98 707 копій за перший тиждень. Через два місяці після дати випуску альбом отримав 4-кратний платиновий сертифікат Асоціації звукозаписної індустрії Америки (RIAA), а майже через сім місяців після дати випуску він отримав 5-кратний платиновий сертифікат RIAA. У квітні 2002 року альбом отримав 6-кратний платиновий статус RIAA. У жовтні 2001 року він також отримав 6-кратний платиновий статус від Music Canada.

## Критика
«Chocolate Starfish» і «Hot Dog Flavored Water» отримали неоднозначні відгуки від критиків, оскільки Metacritic поставив їм 49 зі 100. Автор AllMusic Стівен Томас Ерлвайн написав: «Саможалість Дарста та монотонна музика видають, що група дуже розбила Chocolate Starfish дуже швидко — це намір створити сиквел за обмежений проміжок часу». Журнал The Rolling Stone Album Guide присудив альбому три зірки з п’яти, тоді як сам журнал дав альбому 3,5 з 5. Читачі Kerrang! визнали його найгіршим альбомом 2000 року, а групу та Фреда Дарста також визнали найгіршим гуртом 2000 року та «Дупою року» відповідно.
Незважаючи на це, Chocolate Starfish and the Hot Dog Flavored Water було включено до списку 1001 альбомів, які ви повинні почути перед смертю, але пізніше було видалено в останніх виданнях книги.
У 2020 році журнал Metal Hammer назвав його одним із 20 найкращих металевих альбомів 2000 року.

## Список композицій
Автор слів Фред Дерст крім тих випадків, де означено.. 
| #     | Назва                                                                  | Автор слів                     | Автор музики                 | Тривалість |
| ----- | ---------------------------------------------------------------------- | ------------------------------ | ---------------------------- | ---------- |
| 1.    | «Intro»                                                                |                                |                              | 1:18       |
| 2.    | «Hot Dog»                                                              |                                |                              | 3:50       |
| 3.    | «My Generation»                                                        |                                |                              | 3:41       |
| 4.    | «Full Nelson»                                                          |                                |                              | 4:07       |
| 5.    | «My Way»                                                               |                                |                              | 4:33       |
| 6.    | «Rollin’ (Air Raid Vehicle)»                                           |                                |                              | 3:34       |
| 7.    | «Livin' It Up»                                                         |                                |                              | 4:24       |
| 8.    | «The One»                                                              |                                |                              | 5:44       |
| 9.    | «Getcha Groove On» (за участю Xzibit)                                  | Дерст, Xzibit                  | DJ Lethal                    | 4:29       |
| 10.   | «Take a Look Around»                                                   |                                | Лало Шифрін arr. Limp Bizkit | 5:18       |
| 11.   | «It'll Be OK»                                                          |                                |                              | 5:06       |
| 12.   | «Boiler»                                                               |                                |                              | 7:00       |
| 13.   | «Hold On»                                                              | Дерст, Скотт Вайланд           |                              | 5:47       |
| 14.   | «Rollin' (Urban Assault Vehicle)» (за участю DMX, Method Man & Redman) | DMX, Дерст, Method Man, Redman | Swizz Beatz                  | 6:23       |
| 15.   | «Outro»                                                                |                                |                              | 9:50       |
| 75:04 |                                                                        |                                |                              |            |

| Initial Release Bonus Disc | Initial Release Bonus Disc | Initial Release Bonus Disc |
| #                          | Назва                      | Тривалість                 |
| -------------------------- | -------------------------- | -------------------------- |
| 16.                        | «Snake in your face»       | 4:08                       |
| 17.                        | «Back o'da bus»            | 1:18                       |

| US Limited Edition bonus tracks | US Limited Edition bonus tracks            | US Limited Edition bonus tracks |
| #                               | Назва                                      | Тривалість                      |
| ------------------------------- | ------------------------------------------ | ------------------------------- |
| 1.                              | «It's Like That Y'All» (за участю Run-DMC) | 4:31                            |

| Japanese Limited Edition bonus tracks | Japanese Limited Edition bonus tracks | Japanese Limited Edition bonus tracks |
| #                                     | Назва                                 | Тривалість                            |
| ------------------------------------- | ------------------------------------- | ------------------------------------- |
| 1.                                    | «Crushed»                             | 3:24                                  |
| 2.                                    | «Faith»                               | 2:26                                  |
| 3.                                    | «Counterfeit»                         | 5:06                                  |

## Чарти
| Чарти (2000—2001)                                    | Найвища позиція |
| ---------------------------------------------------- | --------------- |
| Австралія Australian Albums (ARIA)                   | 1               |
| Австрія Austrian Albums (Ö3 Austria)                 | 1               |
| Бельгія Belgian Albums (Ultratop Flanders)           | 1               |
| Бельгія Belgian Albums (Ultratop Wallonia)           | 23              |
| Канада Canadian Albums (Billboard)                   | 1               |
| Данія Danish Albums (Hitlisten)                      | 8               |
| Нідерланди Dutch Albums (MegaCharts)                 | 1               |
| European Albums (Music & Media)                      | 1               |
| Фінляндія Finnish Albums (Suomen virallinen lista)   | 2               |
| Франція French Albums (SNEP)                         | 7               |
| Німеччина German Albums (Offizielle Top 100)         | 1               |
| Угорщина Hungarian Albums (MAHASZ)                   | 5               |
| Ірландія Irish Albums (IRMA)                         | 1               |
| Італія Italian Albums (FIMI)                         | 6               |
| Нова Зеландія New Zealand Albums (Recorded Music NZ) | 1               |
| Норвегія Norwegian Albums (VG-lista)                 | 5               |
| Польща Polish Albums (ZPAV)                          | 2               |
| Португалія Portuguese Albums (AFP)                   | 1               |
| Шотландія Scottish Albums (OCC)                      | 1               |
| Іспанія Spanish Albums (AFYVE)                       | 11              |
| Швеція Swedish Albums (Sverigetopplistan)            | 4               |
| Швейцарія Swiss Albums (Schweizer Hitparade)         | 4               |
| Велика Британія UK Albums (OCC)                      | 1               |
| Велика Британія UK Rock & Metal Albums (OCC)         | 1               |
| США Billboard 200                                    | 1               |

| Чарт (2000)                                              | Позиція |
| -------------------------------------------------------- | ------- |
| Австралія Australian Albums (ARIA)                       | 24      |
| Австрія Austrian Albums (Ö3 Austria)                     | 25      |
| Бельгія Belgian Albums (Ultratop Flanders)               | 19      |
| Канада Canadian Albums (Nielsen SoundScan)               | 9       |
| Нідерланди Dutch Albums (MegaCharts)                     | 29      |
| European Albums (Music & Media)                          | 45      |
| Німеччина German Albums (Offizielle Top 100)             | 38      |
| Нова Зеландія New Zealand Albums (RMNZ)                  | 48      |
| Південна Корея South Korean International Albums (MIAK)  | 34      |
| Швеція Swedish Albums & Compilations (Sverigetopplistan) | 74      |
| Швейцарія Swiss Albums (Schweizer Hitparade)             | 49      |
| Велика Британія UK Albums (OCC)                          | 63      |
| СШАBillboard 200                                         | 34      |

| Чарт (2001)                                              | Позиція |
| -------------------------------------------------------- | ------- |
| Австралія Australian Albums (ARIA)                       | 9       |
| Австрія Austrian Albums (Ö3 Austria)                     | 12      |
| Бельгія Belgian Albums (Ultratop Flanders)               | 5       |
| Бельгія Belgian Alternative Albums (Ultratop Flanders)   | 1       |
| Бельгія Belgian Albums (Ultratop Wallonia)               | 55      |
| Канада Canadian Albums (Nielsen SoundScan)               | 33      |
| Данія Danish Albums (Hitlisten)                          | 96      |
| Нідерланди Dutch Albums (MegaCharts)                     | 24      |
| European Albums (Music & Media)                          | 12      |
| Німеччина German Albums (Offizielle Top 100)             | 14      |
| Ірландія Irish Albums (IRMA)                             | 19      |
| Нова Зеландія New Zealand Albums (RMNZ)                  | 9       |
| Швеція Swedish Albums (Sverigetopplsitan)                | 52      |
| Швеція Swedish Albums & Compilations (Sverigetopplistan) | 70      |
| Швейцарія Swiss Albums (Schweizer Hitparade)             | 36      |
| Велика Британія UK Albums (OCC)                          | 21      |
| США Billboard 200                                        | 5       |
| Worldwide Albums (IFPI)                                  | 22      |

| Чарт (2002)                                            | Позиція |
| ------------------------------------------------------ | ------- |
| Канада Canadian Alternative Albums (Nielsen SoundScan) | 132     |
| Канада Canadian Metal Albums (Nielsen SoundScan)       | 69      |

| Чарти (2000—2009)                  | Позиція |
| ---------------------------------- | ------- |
| Австралія Australian Albums (ARIA) | 93      |
| США Billboard 200                  | 18      |

## Сертифікації
| Регіон | Сертифікація       | Продажі    |
| --- | ------------------ | ---------- |
| Аргентина (CAPIF) | Золотий            | 30 000^    |
| Австралія (ARIA) | 5× Платиновий      | 350 000^   |
| Австрія (IFPI Austria) | Платиновий         | 50 000*    |
| Бельгія (BEA) | Платиновий         | 50 000*    |
| Бразилія (ABPD) | Золотий            | 100 000*   |
| Канада (Music Canada) | 6× Платиновий      | 600 000^   |
| Данія (IFPI Denmark) | Золотий            | 25 000^    |
| Фінляндія (IFPI Finland) | Платиновий         | 52,202     |
| Франція (SNEP) | Золотий            | 100 000*   |
| Німеччина (BVMI) | Золотий            | 150 000^   |
| Угорщина (Mahasz) | Золотий            |            |
| Японія (RIAJ) | Платиновий         | 200 000^   |
| Мексика (AMPROFON) | Платиновий+Золотий | 225 000^   |
| Нідерланди (NVPI) | Платиновий         | 80 000^    |
| Нова Зеландія (RIANZ) | 5× Платиновий      | 75 000^    |
| Польща (ZPAV) | Золотий            | 50 000*    |
| Іспанія (PROMUSICAE) | Золотий            | 50 000^    |
| Швеція (IFPI Sweden) | Золотий            | 40 000^    |
| Швейцарія (IFPI Switzerland) | Платиновий         | 50 000^    |
| Велика Британія (BPI) | 3× Платиновий      | 900 000    |
| США (RIAA) | 6× Платиновий      | 6 000 000^ |
| Уругвай (CUD) | Золотий            | 3000^      |
| Підсумки |                    |            |
| Європа (IFPI) | 2× Платиновий      | 2 000 000* |
| *продажі, що базуються лише на сертифікаціях · ^відвантаження, що базуються лише на сертифікаціях · продажі+прослуховування, що базуються лише на сертифікаціях |                    |            |